# Southampton
Southampton je najveći grad na južnoj obali Engleske i najveći grad povijesne grofovije Hampshire. To je jedna od najvećih engleskih luka, najpoznatija po isplovljavanju broda Titanic.

## Povijest
Prema arheološkim nalazima je prostor grada bio naseljen još u kameno doba. U doba rimske okupacije Britanije je na tom mjestu postojao grad Clausentum koji je bio trgovačka i obrambena postaja. Napušten je oko 410. godine.
Anglosaksonci su na tom mjestu osnovali grad Hamwic. U 9. st. su grad napali Vikinzi koji su u 10. st. osnovali tvrđavu. Grad je ojačao nakon normanskog osvajanja Engleske 1066. godine. Postao je glavna tranzitna luka između glavnog engleskog grada Winchestera i Normandije. U 13. st. je postao najvažnija engleska luka i centar trgovine (posebno izvoza engleske vune i uvoza francuskih vina). 1338. su grad napali francuski pirati, a deset godina kasnije ga je pogodila kuga. Tijekom srednjeg vijeka se u gradu razvija brodogradnja.
U 18. st. grad postaje lječilišni centar. Luka se naglo razvija u 19. st. (posebno u doba kraljice Viktorije kad se naglo razvija pomorski promet i trgovina. Engleska tada postaje vodeća svjetska pomorska i kolonijalna sila, a Southampton jedna od njezinih najvažnijih luka (nazvan je "Vrata carstva"). Iz Southamptona su kretali neki od najpoznatijih brodova u povijesti, uključujući Titanic 1912. godine. Tijekom 1. svj. rata je bio jedna od najvažnijih baza engleske mornarice. Tijekom 2. svj. rata je bio opskrbni centar za savezničku operaciju iskrcavanja u Normandiji. Grad je u ratu pretrpio žestoko bombardiranje zbog svog strateškog položaja.

## Zemljopis
Southampton se nalazi na jugu Engleske, na Engleskom kanalu (La Manche). Smješten je na rijasu (dubokom zaljevu nastalom potapanjem bivšeg riječnog ušća rijeke koja je presušila ili promijenila korito, a u bivše ušće je ušlo more) nazvanom Southampton Water. U njega utječu rijeke Test, Itchen i Hamble. Takav položaj grada je povoljan za razvoj luke (uvučen je od mora i zaštićen od valova). Na suprotnoj strani Kanala je jedna od najvažnijih francuskih luka Le Havre s kojom Southampton blisko surađuje. Na moru ispred grada se nalazi otok Wight. Klima je oceanska s malim godišnjim amplitudama temperature. Padalina ipak nema tako mnogo kao u nekim drugim dijelovima Ujedinjenog Kraljevstva.

## Znamenitosti
U gradu postoje sačuvane srednjovjekovne zidine koje su druge po duljini u Engleskoj. Na njima su u centru grada poznata vrata Bargate. Postoje i mnogi muzeji (najpoznatiji su Pomorski muzej i Muzej dinastije Tudor). U izgradnji je muzej Titanica. Značajno je kazalište Mayflower Theatre. Postoji mnogo građevina u tradicionalnom engleskom stilu gradnje.

## Gradovi prijatelji
- Le Havre,  Francuska
- Rems-Murr-Kreis Njemačka
- Kalisz,  Poljska
- Hampton,  SAD
- Qingdao,  NR Kina
- Busan,  Južna Koreja (zbratimljene luke)